# 荒地圣母镇
荒地圣母镇（法語：Notre-Dame-des-Landes，法語發音：[nɔtʁ(ə) dam de lɑ̃d] ⓘ）是法国大西洋卢瓦尔省的一个市镇，位于该省中部，属于沙托布里扬-昂斯尼区。

## 地名
“Notre-Dame”指的是圣母玛利亚，“Landes”意为“荒原”。该地的布列塔尼语名为“Kernitron-al-Lann”。

## 地理
荒地圣母镇（47°22'51"N, 1°42'36"W）面积37.4 平方千米，位于法国卢瓦尔河地区大区大西洋卢瓦尔省，该省份为法国西北部沿海省份，位于布列塔尼半岛东南部，北起伊勒-维莱讷省，西北接莫尔比昂省，西临大西洋，南至旺代省，东临曼恩-卢瓦尔省。
与荒地圣母镇接壤的市镇（或旧市镇、城区）包括：布兰、布列塔尼地区费、格朗尚德方丹、埃里克、布列塔尼地区维尼厄。
荒地圣母镇的时区为UTC+01:00、UTC+02:00（夏令时）。

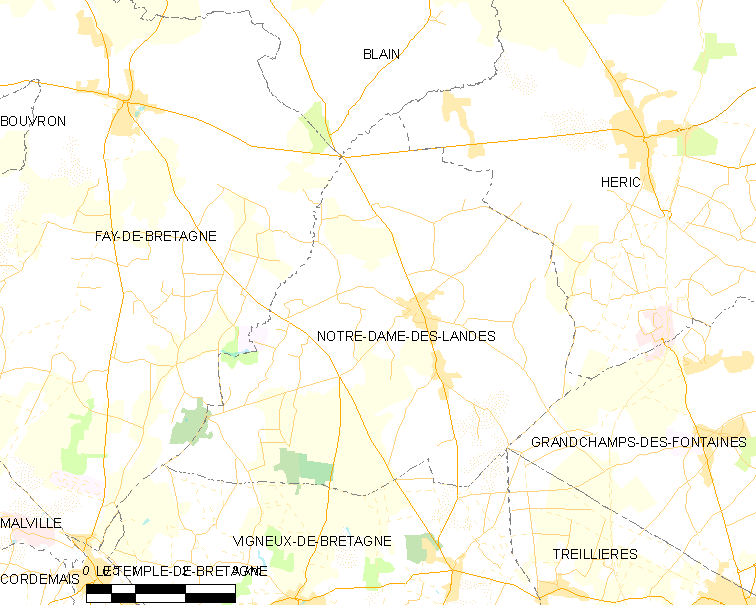
荒地圣母镇的OSM定位图

## 行政
荒地圣母镇的邮政编码为44130，INSEE市镇编码为44111。

## 政治
荒地圣母镇所属的省级选区为埃德尔河畔诺尔县。

## 交通
荒地圣母镇计划境内修建南特新机场，但该计划遭到了当地居民的反对。荒地圣母镇也成为法国现代民粹主义的一个标志地。

## 人口

1962-2008年间荒地圣母镇人口变化图示

荒地圣母镇于2022年1月1日时的人口数量为2335人。